# Wimpassing an der Leitha
Wimpassing an der Leitha (ungarisch Vimpácz, kroatisch Vimpas) ist eine Gemeinde mit 1724 Einwohnern (Stand 1. Jänner 2025) im Bezirk Eisenstadt-Umgebung im Burgenland.

## Geografie
Die Gemeinde liegt im nördlichen Burgenland an der Grenze zu Niederösterreich nahe der Landeshauptstadt Eisenstadt.

### Gemeindegliederung
Wimpassing an der Leitha ist der einzige Ort in der Gemeinde.

### Nachbargemeinden
|                 | Seibersdorf (NÖ)                            |                   |
| Pottendorf (NÖ) | Kompassrose, die auf Nachbargemeinden zeigt | Leithaprodersdorf |
|                 | Hornstein                                   |                   |

## Geschichte
Vor Christi Geburt war das Gebiet Teil des keltischen Königreiches Noricum und gehörte zur Umgebung der keltischen Höhensiedlung Burg auf dem Schwarzenbacher Burgberg.
Funde aus der Jungsteinzeit deuten auf eine prähistorische Siedlungsgeschichte hin.
Später unter den Römern lag das heutige Wimpassing dann in der Provinz Pannonia.

Wimpassing (rechts oben) und Umgebung um 1873 (Aufnahmeblatt der Landesaufnahme)

1587 wurde von den Franziskanern in Wimpassing ein Kloster gegründet, in dem im letzten Jahrzehnt des 16. Jahrhunderts einige deutschsprachige Drucke erschienen, wie der Psalter von Wimpassing (1593) und andere religiöse Werke. Damit war Wimpassing der erste Ort im Gebiet des heutigen Österreichs, in dem deutschsprachige Buchdrucke entstanden. Seit 1628 wurde das Kloster von den Minoriten genutzt und 1787 unter Joseph II. zunächst aufgehoben.
Wimpassing an der Leitha gehörte wie das gesamte Burgenland bis 1920/21 zu Ungarn (Deutsch-Westungarn). Seit 1898 musste aufgrund der Magyarisierungspolitik der Regierung in Budapest der ungarische Ortsname Vimpác verwendet werden.
Nach Ende des Ersten Weltkriegs wurde nach zähen Verhandlungen Deutsch-Westungarn in den Verträgen von St. Germain und Trianon 1919 Österreich zugesprochen. Der Ort gehört seit 1921 zum neu gegründeten Bundesland Burgenland (siehe auch Geschichte des Burgenlandes).
1929 kam der Krankenpflegeorden der Kamillianer nach Wimpassing und nutzt seitdem das ehemalige Franziskanerkloster.

### Bevölkerungsentwicklung
In den letzten Jahrzehnten war die Geburtenbilanz leicht positiv und es erfolgte eine starke Zuwanderung.

## Kultur und Sehenswürdigkeiten

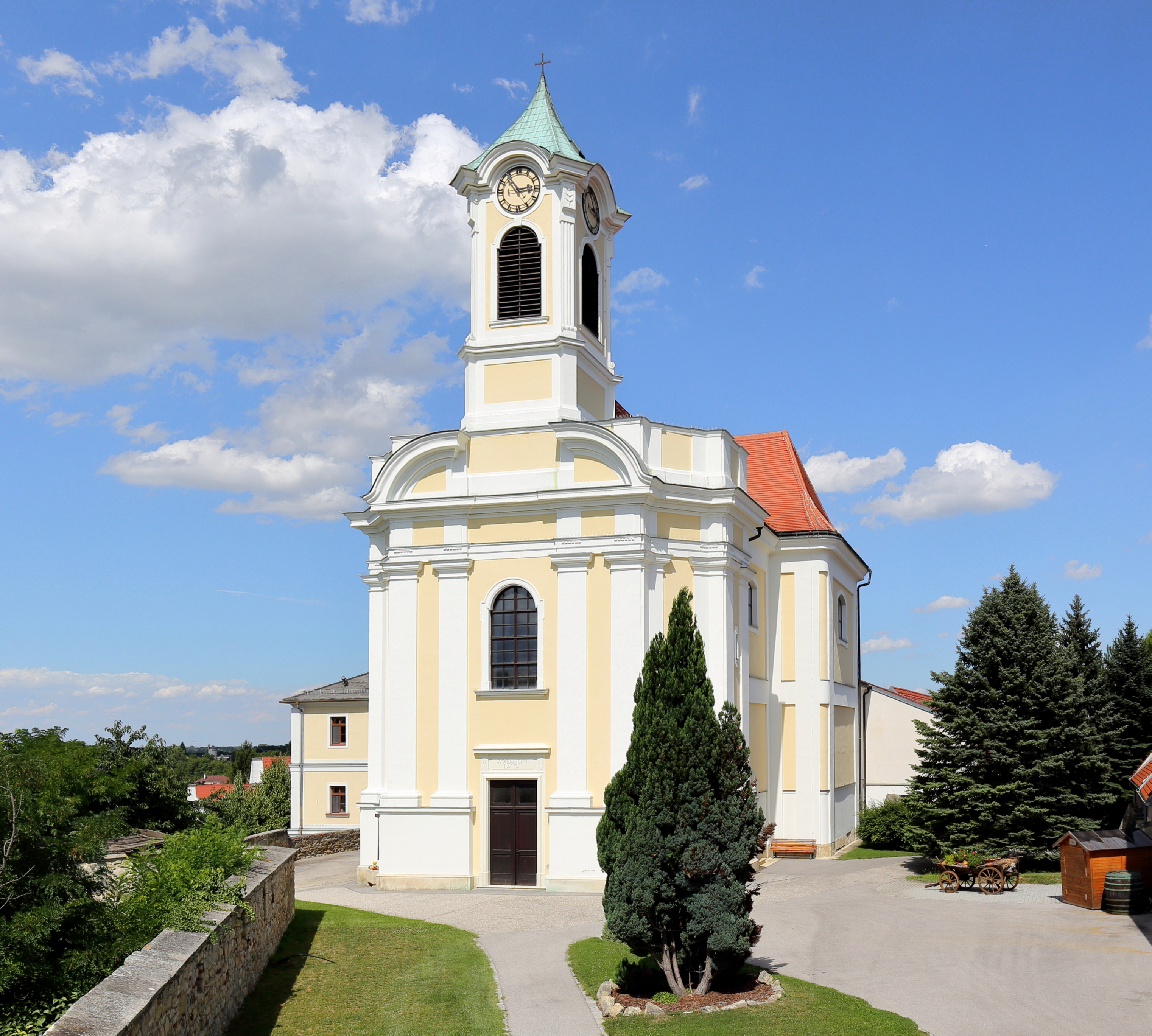
Pfarrkirche Wimpassing an der Leitha

- Katholische Pfarrkirche Wimpassing an der Leitha Unbefleckte Empfängnis: Der einheitliche Barockbau mit kreuzförmigen Grundriss wurde anstelle einer 1683 zerstörten Kirche errichtet und 1723 geweiht. Der Hochaltar stammt aus der Zeit um 1780 und wird von zwei große Engelsfiguren flankiert.
- Bründlkapelle am Pfarrhof: 1877 erbaut, neugotisch
- Wimpassinger Kreuz: Zwischen 1784 und 1939 befand sich in der Pfarrkirche das 'Wimpassinger Kreuz,' ein bedeutendes Kulturdenkmal, das ursprünglich in der Wiener Minoritenkirche aufgestellt war. 1939 wurde das Kreuz zu Restaurierungsarbeiten nach Wien gebracht und verbrannte 1945 im Stephansdom. Dort befindet sich heute eine Kopie des Kreuzes.
- Dreifaltigkeitssäule: aus dem 17. Jahrhundert

## Wirtschaft und Infrastruktur

### Wirtschaftssektoren
Die Anzahl der Betriebe im Produktionssektor verdoppelte sich von 2001 bis 2011, die größte Zunahme an Erwerbstätigen gab es jedoch im Dienstleistungssektor.
| Wirtschaftssektor            | Anzahl Betriebe | Anzahl Betriebe | Erwerbstätige | Erwerbstätige |
| Wirtschaftssektor            | 2011            | 2001            | 2011          | 2001          |
| ---------------------------- | --------------- | --------------- | ------------- | ------------- |
| Land- und Forstwirtschaft 1) | 17              | 25              | 13            | 19            |
| Produktion                   | 18              | 8               | 87            | 64            |
| Dienstleistung               | 55              | 33              | 178           | 97            |

1) Betriebe mit Fläche in den Jahren 2010 und 1999
| Von den 654 Erwerbstätigen, die in Wimpassing wohnen, arbeiten 113 in der Gemeinde, 541 pendeln aus. Für den lokalen Arbeitsmarkt von 278 Personen pendeln 165 Personen von anderen Gemeinden ein (Stand 2011). In der Gemeinde gibt es einen Kindergarten und eine Volksschule. - Straße: Durch Wimpassing verläuft die Ödenburger Straße B16. - Eisenbahn: Der Bahnhof Wampersdorf ist drei Kilometer entfernt. - Der Leitharadweg führt durch Wimpassing. | Die zur Anzeige dieser Grafik verwendete Erweiterung wurde dauerhaft deaktiviert. Wir arbeiten aktuell daran, diese und weitere betroffene Grafiken auf ein neues Format umzustellen. (Mehr dazu) |

### Vereine
In Wimpassing an der Leitha sind folgende Vereine tätig:
- Tennisverein Wimpassing
- Sportverein Wimpassing
- Tischtennisverein Wimpassing
- Pensionisten Wimpassing
- Seniorenbund Wimpassing
- Chorgemeinschaft Wimpassing
- Reit- und Fahrverein Wimpassing
- Freiwillige Feuerwehr Wimpassing
- Kinderfreunde Wimpassing
- Jagdgesellschaft
- Theatergruppe
- Route 16 Linedancer
- Künstlerverein hinterm Leithaberg
- be8enswert'e Wimpassinger Hilfe
- Biker-Club B16 Riders
- Dorfgestaltung – Unser Wimpassing
- SV Wimpassing Nachwuchs

## Politik

### Gemeinderat
Der Gemeinderat umfasst aufgrund der Einwohnerzahl insgesamt 19 Mitglieder.
| Partei          | 2022    | 2022    | 2022    | 2017             | 2017             | 2017             | 2012             | 2012             | 2012             | 2007             | 2007             | 2007             | 2002             | 2002             | 2002             | 1997             | 1997             | 1997             |
| Partei          | Sti.    | %       | M.      | Sti.             | %                | M.               | Sti.             | %                | M.               | Sti.             | %                | M.               | Sti.             | %                | M.               | Sti.             | %                | M.               |
| --------------- | ------- | ------- | ------- | ---------------- | ---------------- | ---------------- | ---------------- | ---------------- | ---------------- | ---------------- | ---------------- | ---------------- | ---------------- | ---------------- | ---------------- | ---------------- | ---------------- | ---------------- |
| SPÖ             | 416     | 48,09   | 10      | 315              | 38,99            | 8                | 231              | 31,73            | 6                | 175              | 26,72            | 4                | 187              | 29,04            | 4                | 142              | 26,69            | 3                |
| ÖVP             | 313     | 36,18   | 7       | 339              | 41,96            | 8                | 384              | 52,75            | 10               | 372              | 56,79            | 9                | 357              | 55,43            | 9                | 259              | 48,68            | 7                |
| MFG             | 77      | 8,90    | 1       | nicht kandidiert | nicht kandidiert | nicht kandidiert | nicht kandidiert | nicht kandidiert | nicht kandidiert | nicht kandidiert | nicht kandidiert | nicht kandidiert | nicht kandidiert | nicht kandidiert | nicht kandidiert | nicht kandidiert | nicht kandidiert | nicht kandidiert |
| FPÖ             | 59      | 6,82    | 1       | 154              | 19,06            | 3                | 113              | 15,52            | 3                | 108              | 16,49            | 2                | 100              | 15,53            | 2                | 131              | 24,62            | 3                |
| Wahlberechtigte | 1376    | 1376    | 1376    | 1181             | 1181             | 1181             | 1020             | 1020             | 1020             | 947              | 947              | 947              | 887              | 887              | 887              | 692              | 692              | 692              |
| Wahlbeteiligung | 73,11 % | 73,11 % | 73,11 % | 75,78 %          | 75,78 %          | 75,78 %          | 77,84 %          | 77,84 %          | 77,84 %          | 76,35 %          | 76,35 %          | 76,35 %          | 80,50 %          | 80,50 %          | 80,50 %          | 86,56 %          | 86,56 %          | 86,56 %          |

### Bürgermeister
- 1986–2017 Josef Wolowiec (ÖVP)
- seit 2017 Ernst Edelmann (SPÖ)[18]

### Wappen
Das Wappen ist in den Farben Rot-Gold-Blau gehalten.
Blasonierung: Das goldene Kreuz steht für das Wimpassinger Kreuz und die Pfarrkirche zur Unbefleckten Empfängnis. Die goldene Brücke und die blaue Leitha nehmen Bezug auf historische und topografische Elemente – an Stelle des heutigen Wimpassing befand sich im frühen Mittelalter an der Leithabrücke eine Grenzwächtersiedlung – symbolisiert wird aber auch die Lage der Grenzgemeinde an der Leitha. Die Brücke ist seit jeher aber auch ein Symbol für das Streben der Menschen, Trennendes zu überwinden und auf diese Weise Land und Leute mit ihren Kulturen, Ideen, Ansichten und Werten zu verbinden.